# 战火风暴
《战火风暴》是一款由中国大陆玩家飞燕群岛个人工作室制作的第一人称射击的单机免费游戏。游戏以中国为背景，以单人剧情为玩点，同时还有局域网联机模式。游戏使用虚幻引擎（UDK）开发。游戏正式版于2014年5月7日发布。
游戏剧情讲述的是在2013年，世界恐怖组织全面扩张。各大国家派出了最强军力来应对这一危机的情况。美国为了应对这一情况派遣了一支名叫WET反恐组织的精英部队来应对。WET反恐组织成员来自各国选出的战士精英。游戏主角为中国人，被选上了WET世界反恐组织。